# Pyodermie
Als Pyodermie bezeichnet man eine brennende, eitrige Entzündung der Haut. Meistens wird diese beim Menschen durch als Eiterbakterien bekannte β-hämolysierende Streptokokken und Staphylokokken (Staphylococcus aureus) verursacht.
Verschiedene Hautschichten können betroffen sein. Nach Umfang der betroffenen Hautschichten unterscheidet man:
- Oberflächenpyodermie (surface pyodermia): Hier sind nur die obersten Schichten der Epidermis betroffen. Sonderformen sind Intertrigo (Hautfaltendermatitis), die Pyotraumatische Dermatitis (hot spot), die bakterielle Übersiedelung der Haut (bacterial overgrowth syndrome) und die Mukokutane Pyodermie.
- Oberflächliche Pyodermie: Hier sind auch tiefere Schichten der Epidermis, vor allem die im Bereich der Haarfollikel betroffen, die Infektion bleibt aber oberhalb der Basallamina. Sonderformen sind die Impetigo, die bullöse Impetigo und die oberflächliche bakterielle Follikulitis.
- Tiefe Pyodermie: Hierbei kommt es auch zu einer Infektion der Dermis oder sogar der Subkutis: tiefe Follikulitis, Furunkulose, Zellulitis.